# Carmen Ibarra
Carmen Ibarra (12 de diciembre de 1939) es una extenista chilena, una de las más destacadas en la era aficionada, junto con Anita Lizana, Margarita Bender, María Tort y Alicia Heegewaldt, participantes en torneos de Grand Slam. Es la madre del extenista José Fernández.
Comenzó a jugar tenis porque su padre trabajaba como profesor en el Club de Tenis Municipal de Santiago. En 1953, a los 13 años entró a la categoría adulta en Chile. Representó a dicho país en la Copa Osorio, el campeonato sudamericano de tenis femenino, ganándolo en 1957 con Tort. En la final, venció a la brasileña Maria Bueno.